# Jeremy Scahill
Jeremy Scahill, född den 18 oktober 1974, är en amerikansk undersökande journalist, författare och grundare av tidningen The Intercept.

## Biografi
Scahill började sin karriär i nyhetsprogrammet Democracy Now!. Han har rapporterat från bland annat Afghanistan, Irak, Somalia, Jemen, Nigeria och före detta Jugoslavien. Han var en av få västerländska reportrar som fick tillträde till Abu Ghrayb-fängelset när Saddam Hussein var vid makten och hans reportage därifrån vann 2003 ett Golden Reel Award. 2013 tilldelades han Windham–Campbells litteraturpris.
Scahills bok Blackwater: The Rise of the World's Most Powerful Mercenary Army vann George Polk Book Award 2008. Hans bok Dirty Wars: The World Is a Battlefield publicerades av Nation Books 2013. Samma år släpptes dokumentärfilmen Dirty Wars, producerad och berättad av Scahill. Den hade premiär vid Sundance Film Festival 2013, och nominerades 2014 till en Oscar för bästa dokumentär.
Scahill bor i Brooklyn, New York och publicerar podcasten Intercepted.